# Arvidsjaur
Arvidsjaur es una localidad ubicada en la Provincia de Norrbotten en Suecia. En 2010 el municipio contaba con 4,635 habitantes. Arvidsjaur es un gran centro para la industria automovilística europea. Durante los meses de invierno, los principales fabricantes de automóviles realizan ensayos árticos. La ciudad también fomenta el turismo, ofreciendo recorridos por la nieve, senderismo, esquí, pesca y paseos en trineos.

## Transporte
Arvidsjaur ha establecido redes ferroviarias y carreteras. También cuenta con un aeropuerto, con vuelos diarios a Estocolmo y a otros destinos en Europa.